# 안드레아스 사마리스
안드레아스 사마리스(그리스어: Ανδρέας Σάμαρης, 1989년 6월 13일 ~ )는 그리스의 축구 선수로 포지션은 미드필더이다.

## 선수 경력

### 클럽
2006년 파나하이키 G.E.에서 데뷔하여 2009년까지 공식전 38경기 3골을 기록한 후 2009년부터 2013년까지 파니오니오스 FC 소속으로 공식전 74경기 6골을 기록했다.
그 뒤 2013-14 시즌을 앞두고 올림피아코스 FC로 복귀하여 공식전 38경기 4골을 기록하면서 팀의 리그 우승, 그리스 컵 4강 진출에 일조했으며 2013-14 시즌을 마친 후 포르투갈 프리메이라리가의 명문팀인 SL 벤피카와 입단 계약을 체결했다.
벤피카 합류 후 2020-21 시즌까지 공식전 195경기 6골로 리그 4회 우승 및 2회 준우승, 타사 드 포르투갈 1회 우승 및 2회 준우승, 타사 다 리가 2회 우승 및 3번의 4강 진출, 포르투갈 슈퍼컵 2회 우승 및 2회 준우승, 2015-16년 UEFA 챔피언스리그 8강, 2018-19년 UEFA 유로파리그 8강 등에 기여하는 등 벤피카의 주축 미드필더로 맹활약했다.
2020-21 시즌을 끝으로 7시즌간 동행했던 벤피카와 이별한 뒤 2021년 11월 19일 네덜란드 에레디비시의 포르튀나 시타르트로 둥지를 옮겼고 8일 후 열린 FC 흐로닝언과의 경기에서 네덜란드 리그 데뷔전을 치렀다.

### 국가대표팀
그리스 U-19 대표팀 소속으로 프랑스와의 2008년 UEFA U-19 축구 선수권 대회 예선 4조 조별리그 1차전(2-2 무)에 유일하게 출전했고 이후에는 단 1경기도 출전하지 못했다.
그로부터 6년 후인 2013년 10월 리히텐슈타인과의 2014년 FIFA 월드컵 유럽 지역 예선 G조 최종전을 앞두고 당시 페르난두 산투스 감독이 이끌던 그리스 A대표팀에 합류한 뒤 리히텐슈타인과의 최종전에서 국제 A매치 데뷔전을 치렀으며 루마니아와의 유럽 예선 플레이오프에서도 2경기를 연속으로 치르며 그리스의 2회 연속이자 통산 3번째 월드컵 본선 진출에 일조했다.
그리고 2014년 월드컵 본선 최종 엔트리에 이름을 올리며 자신의 생애 첫 월드컵 무대를 밟았고 이후 6월 24일 열린 코트디부아르와의 본선 C조 조별리그 최종전에서 A매치 데뷔골을 중요한 순간에 터뜨리며 그리스의 사상 첫 월드컵 16강 진출의 혁혁한 공을 세웠다.

## 수상

### 클럽
올림피아코스 FC
- 수페르리가 엘라다 : 우승 (2013-14)
- 그리스 컵 : 4강 (2013-14)

 SL 벤피카
- 포르투갈 프리메이라리가 : 우승 (2014-15, 2015-16, 2016-17, 2018-19), 준우승 (2017-18, 2019-20), 3위 (2020-21)
- 타사 드 포르투갈 : 우승 (2016-17), 준우승 (2019-20, 2020-21), 4강 (2018-19)
- 타사 다 리가 : 우승 (2014-15, 2015-16), 4강 (2016-17, 2018-19, 2020-21)
- 포르투갈 슈퍼컵 : 우승 (2016, 2017), 준우승 (2015, 2020)